# Pleurogonium rubicundum
Pleurogonium rubicundum är en kräftdjursart som först beskrevs av Georg Ossian Sars 1864.  Pleurogonium rubicundum ingår i släktet Pleurogonium och familjen Paramunnidae. Arten är reproducerande i Sverige. Inga underarter finns listade i Catalogue of Life.